# Porsche 912
Nakon prestanka proizvodnje 356 modela 911 je ostao jedini Porsche na tržištu, s obzirom na njegovu veliku cijenu u odnosu na 356, Porsche je predstavio model jeftiniji od 911. To je 912, sagrađen na bazi novog 911 ali s manje opreme i s provjerenim motorom iz 356 modela. Proizvodio se do 1969. kada ga je zamijenio Porsche 914.

### 912E
1976. godine 912E model je bio dostupan u SAD-u da popuni rupu u tržištu s obzirom na to da Porsche 924 još nije bio dostupan u SAD-u. 912E je bio baziran na novoj G-seriji 911 modela. Proizveden je u 2099 primjeraka.